# Пиньи
Пиньи́ (фр. Pigny) — коммуна во Франции, находится в регионе Центр. Департамент — Шер. Входит в состав кантона Сен-Мартен-д’Оксиньи. Округ коммуны — Бурж.
Код INSEE коммуны — 18179.
Коммуна расположена приблизительно в 190 км к югу от Парижа, в 95 км юго-восточнее Орлеана, в 11 км к северу от Буржа.

## Население
Население коммуны на 2008 год составляло 740 человек.
| 1962 | 1968 | 1975 | 1982 | 1990 | 1999 | 2008 |
| ---- | ---- | ---- | ---- | ---- | ---- | ---- |
| 343  | 361  | 428  | 597  | 674  | 715  | 740  |

## Экономика

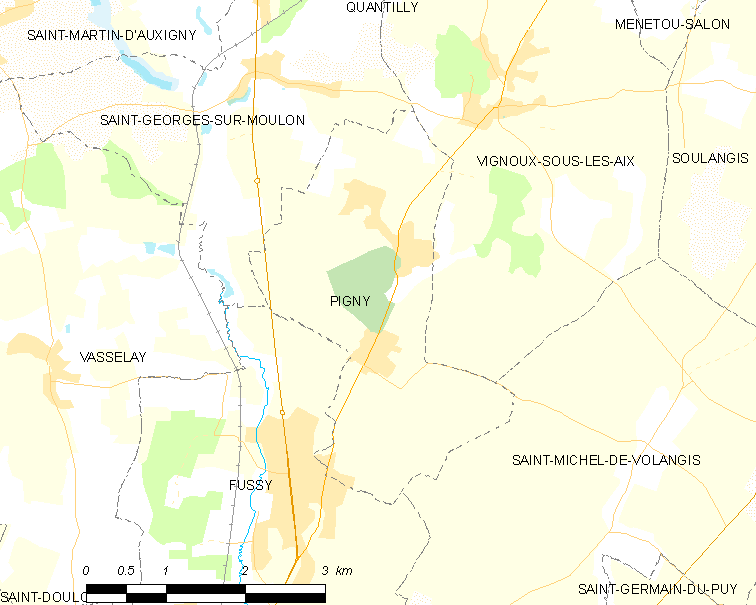
Карта коммуны

Основу экономики составляет сельское хозяйство.
В 2007 году среди 513 человек в трудоспособном возрасте (15-64 лет) 400 были экономически активными, 113 — неактивными (показатель активности — 78,0 %, в 1999 году было 76,3 %). Из 400 активных работали 369 человек (181 мужчина и 188 женщин), безработных было 31 (8 мужчин и 23 женщины). Среди 113 неактивных 35 человек были учениками или студентами, 59 — пенсионерами, 19 были неактивными по другим причинам.

## Достопримечательности
- Церковь Сен-Пьер (XIX век)
- Замок (XIX век)